# HD287412
HD287412 — хімічно пекулярна зоря спектрального класу A2, що має видиму зоряну величину в смузі V приблизно 10,1.
Вона  розташована на відстані близько 1456,1 світлових років від Сонця.